# Адам Еплер
Адам Юзеф Александер Еплер (пол. Adam Józef Aleksander Epler; 1 грудня 1891, Лемберг — 24 жовтня 1965, Лондон) — польський офіцер, бригадний генерал.

## Біографія
Сином Едварда Еплера, залізничного інженера та віцепрезидента Лемберга, та його дружини Марії. У 1909 році він закінчив Класичну гімназію в Хирові, а потім вступив до Львівського університету, пройшовши загалом вісім семестрів між 1909 та 1912 роками та 1913 та 1914 роками.
У 1912 році він пройшов річну обов'язкову службу в Імператорській та Королівській армії, закінчивши Школу офіцерів запасу в 11-й артилерійській бригаді. 1 травня 1915 року його було підвищено до лейтенанта запасу. Під час Першої світової війни він служив на Східному та Італійському фронтах, де у вересні 1916 року його підвищено до оберлейтенанта. У 1918 році він закінчив курс командирів батарей, організований 10-ю армією, дислокованою в Тренто.
Після падіння Австро-Угорської імперії 13 листопада 1918 року він з'явився на Збірний пункт артилерійських офіцерів у Кракові, а через кілька днів був призначений до 1-го Краківського польового артилерійського полку командиром батареї. З цим полком він брав участь у бойових діях під час війни на східному кордоні в 1919 році, потім воював командиром батареї та ескадрону в 3-му польовому артилерійському полку легіонів у польсько-радянській війні.
Після війни він пройшов шестимісячний курс командирів ескадронів у Торуні та був завірений у званні майора зі старшинством 1 червня 1919 року. З 15 червня 1922 року він командував 1-м ескадроном 3-го польського легіону в Замості. 15 липня 1924 року його було переведено на посаду полкового квартирмейстера. З середини 1926 року він обіймав посаду заступника командира та виконуючого обов'язки командира цього полку. Протягом цього часу він отримав таку оцінку від командира 3-ї піхотної дивізії легіонів, полковника Станіслава Квасневського: «Підполковник Еплер володіє видатними тактичними якостями та є дуже добрим артилеристом. Винятково розумний, широкого кругозору, швидко орієнтується та дуже хороший оратор. Його інтелект надзвичайний, як і його гострий розум». 22 березня 1929 року його перевели до 28-го легкого артилерійського полку в Заєзержі поблизу Дембліна на посаду командира полку. Він пройшов 7-й курс вищих артилерійських командирів у Військовій академії у Варшаві. Як командир полку, він зробив значний внесок в організацію казарм, прилеглого до них парку та соціальних приміщень для кадрового складу та солдатів. 13 жовтня 1935 року він обійняв посаду командира 2-го піхотного дивізіону 20-ї піхотної дивізії в Барановичах. Він служив на цій посаді до початку Другої світової війни.
Під час вересневої кампанії, відповідно до свого мобілізаційного завдання, він прийняв командування Резервним центром 20-ї піхотної дивізії у Слонімі, де швидко організував групу «Кобринь» майже з повною піхотною дивізією, яка згодом воювала під командуванням генерала Францішека Клееберга в Окремій оперативній групі «Полісся» та стала відомою як 60-та піхотна дивізія. Підрозділи його дивізії брали участь у боях проти радянських військ у Люблінській області: 29 вересня біля села Яблонь та 30 вересня біля Міланова. Він та його дивізія билися біля Коцька, і його досягнення в цій битві вважаються видатними.
Після капітуляції 6 жовтня 1939 року полковник Еплер потрапив у полон до німців, де німці дозволили йому зберегти шаблю. Його тримали в пересильному таборі в Дембліні, потім у Радомі, звідки за допомогою радомських розвідників (родини лейтенанта Йончика) втік і приєднався до підпільного руху організації «Білий Орел» у Кракові під псевдонімом «Кобилянський». Під загрозою арешту він вирішив втекти з Кракова через Словаччину, Угорщину та Балканські держави на Близький Схід, де командував Офіцерським легіоном, розміщеним у Єгипті, до кінця грудня 1940 року. Після війни він оселився в Лондоні, де помер 24 жовтня 1965 року.
Він був автором праці «Останній польський солдат кампанії 1939 року», виданої в 1942 році в Тель-Авіві Відділом освіти та культури Польської армії на Близькому Сході. У 1989 році був опублікований передрук видання 1942 року.
Наказом № W.111-48-94 від 28 вересня 1994 року президент Лех Валенса посмертно підвищив його до звання бригадного генерала за особливі заслуги в підпільній діяльності та збройній боротьбі проти німецьких окупантів.

## Сім'я
Був одружений із Зофією Мурчинською. У пари народився син Збігнєв (18 серпня 1919).

## Нагороди
- Virtuti Militari
  - срібний хрест (№774; 1921)[1]
  - золотий хрест (№114)
  - лицарський хрест (№11; 1970, посмертно)
- Хрест Хоробрих — нагороджений 4 рази (вперше в 1922).[2]
- Орден Відродження Польщі, офіцерський хрест (10 листопада 1928)
- Пам'ятна медаль учаснику війни 1918-1921 років
- Медаль «Десятиліття здобутої незалежності»
- Медаль «Десятиріччя війни за незалежність» (Латвія)
- Пам'ятний знак колишніх скаутів Малопольщі (1937)[3]
- Золотий хрест Заслуги (10 листопада 1938)[4]